# Степова ділянка Торки
Степова́ діля́нка То́рки — ботанічна пам'ятка природи місцевого значення в Україні. Розташована за 2 км на північний захід від села Криве Тернопільського району Тернопільської області, в межах схилу південної експозиції, у долині невеликого потічка. 
Площа 8,3 га. Оголошена об'єктом природно-заповідного фонду рішенням Тернопільської обласної ради № 50 від 26 лютого 1999 року. Перебуває у віданні місцевої селянської спілки. 
Під охороною — добре збережені, типові для Західного лісостепу лучно-степові фітоценози. Місце оселення корисної ентомофауни.